# Oxira perversa
Oxira perversa är en fjärilsart som beskrevs av Embrik Strand 1921. Oxira perversa ingår i släktet Oxira och familjen nattflyn. Inga underarter finns listade i Catalogue of Life.